# Châtel-Saint-Germain
Ne doit pas être confondu avec Saint-Germain-le-Châtelet.
Pour les articles homonymes, voir Chatel.
Châtel-Saint-Germain est une commune française située dans le département de la Moselle, en région Grand Est.

## Géographie

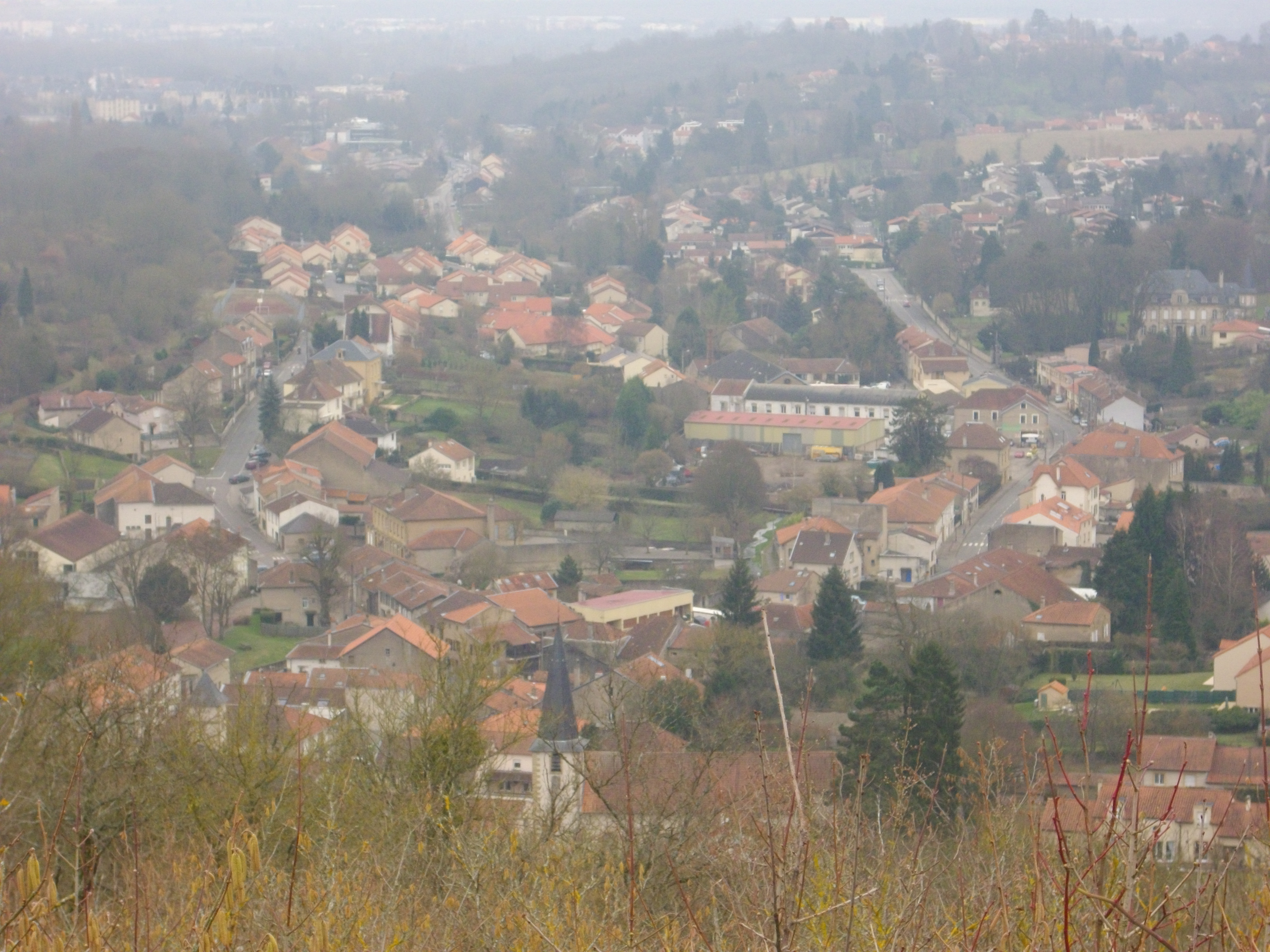
Vue de la commune depuis le mont Saint-Germain.

### Situation
Le ban communal est orienté nord-ouest — sud-est. Il s’étend d’Amanvillers à Moulins-lès-Metz entre les communes limitrophes de Lorry-lès-Metz, Lessy et Scy-Chazelles au nord-est et de Vernéville, Rozérieulles et Sainte-Ruffine au sud-ouest.
Le village se trouve au pied du mont Saint-Germain, un promontoire rocheux long de 570 m pour 100 m de largeur culminant à 306 mètres d’altitude et situé entre la vallée de Montvaux et le vallon du Tagnon, un ruisseau.

### Hydrographie
La commune est située dans le bassin versant du Rhin au sein du bassin Rhin-Meuse. Elle est drainée par le ruisseau de Montvaux et le ruisseau de Lessy.
Le ruisseau de Montvaux, d'une longueur totale de 11,2 km, prend sa source dans la commune de Saint-Privat-la-Montagne et se jette  dans le Fossé des Vieilles Eaux à Moulins-lès-Metz, après avoir traversé six communes.

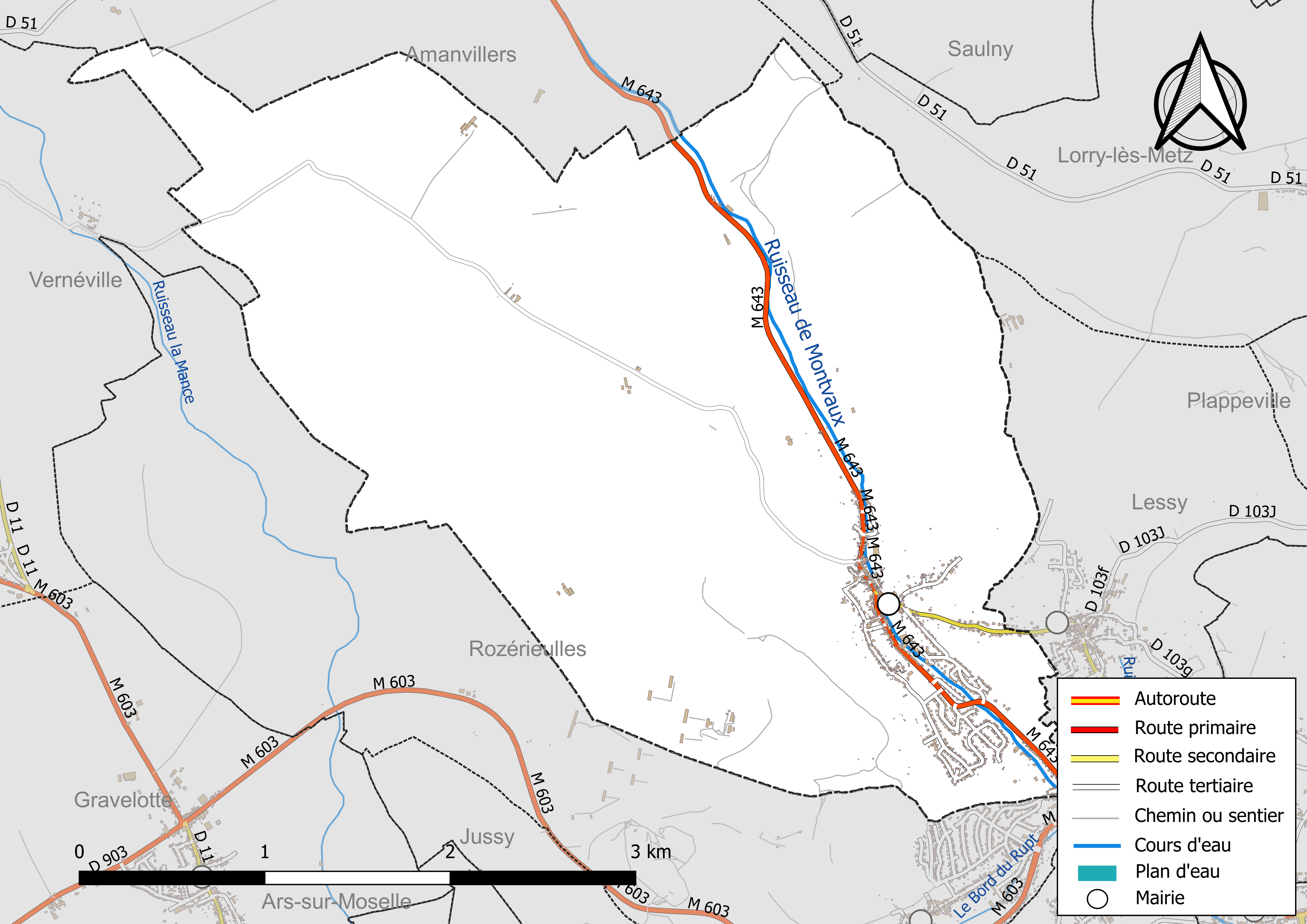
Réseaux hydrographique et routier de Châtel-Saint-Germain.

La qualité des eaux des principaux cours d’eau de la commune, notamment du ruisseau de Montvaux, peut être consultée sur un site dédié géré par les agences de l’eau et l’Agence française pour la biodiversité. Ainsi en 2020, dernière année d'évaluation disponible en 2022, l'état écologique du ruisseau de Montvaux était jugé bon (vert).

### Climat
Pour des articles plus généraux, voir Climat du Grand Est et Climat de la Moselle.
En 2010, le climat de la commune est de type climat des marges montargnardes, selon une étude du Centre national de la recherche scientifique s'appuyant sur une série de données couvrant la période 1971-2000. En 2020, Météo-France publie une typologie des climats de la France métropolitaine dans laquelle la commune est exposée à un climat semi-continental et est dans la région climatique  Lorraine, plateau de Langres, Morvan, caractérisée par un hiver rude (1,5 °C), des vents modérés et des brouillards fréquents en automne et hiver. 
Pour la période 1971-2000, la température annuelle moyenne est de 9,2 °C, avec une amplitude thermique annuelle de 16,3 °C. Le cumul annuel moyen de précipitations est de 788 mm, avec 12,5 jours de précipitations en janvier et 9,8 jours en juillet. Pour la période 1991-2020, la température moyenne annuelle observée sur la station météorologique de Météo-France la plus proche, « Metz-Frescaty », sur la commune d'Augny à 8 km à vol d'oiseau, est de 11,1 °C et le cumul annuel moyen de précipitations est de 713,5 mm. 
La température maximale relevée sur cette station est de 39,7 °C, atteinte le 25 juillet 2019 ; la température minimale est de −23,2 °C, atteinte le 17 février 1956,,. 
Les paramètres climatiques de la commune ont été estimés pour le milieu du siècle (2041-2070) selon différents scénarios d'émission de gaz à effet de serre à partir des nouvelles projections climatiques de référence DRIAS-2020. Ils sont consultables sur un site dédié publié par Météo-France en novembre 2022.

## Urbanisme

### Typologie
Au 1er janvier 2024, Châtel-Saint-Germain est catégorisée ceinture urbaine, selon la nouvelle grille communale de densité à sept niveaux définie par l'Insee en 2022.
Elle appartient à l'unité urbaine de Metz, une agglomération intra-départementale regroupant 42  communes, dont elle est une commune de la banlieue,,. Par ailleurs la commune fait partie de l'aire d'attraction de Metz, dont elle est une commune de la couronne,. Cette aire, qui regroupe 245 communes, est catégorisée dans les aires de 200 000 à moins de 700 000 habitants,.

### Occupation des sols
L'occupation des sols de la commune, telle qu'elle ressort de la base de données européenne d’occupation biophysique des sols Corine Land Cover (CLC), est marquée par l'importance des territoires agricoles (48 % en 2018), une proportion sensiblement équivalente à celle de 1990 (48,3 %). La répartition détaillée en 2018 est la suivante : 
forêts (42,5 %), terres arables (35 %), prairies (11 %), zones urbanisées (8,1 %), cultures permanentes (1,9 %), milieux à végétation arbustive et/ou herbacée (1,4 %). L'évolution de l’occupation des sols de la commune et de ses infrastructures peut être observée sur les différentes représentations cartographiques du territoire : la carte de Cassini (XVIIIe siècle), la carte d'état-major (1820-1866) et les cartes ou photos aériennes de l'IGN pour la période actuelle (1950 à aujourd'hui).

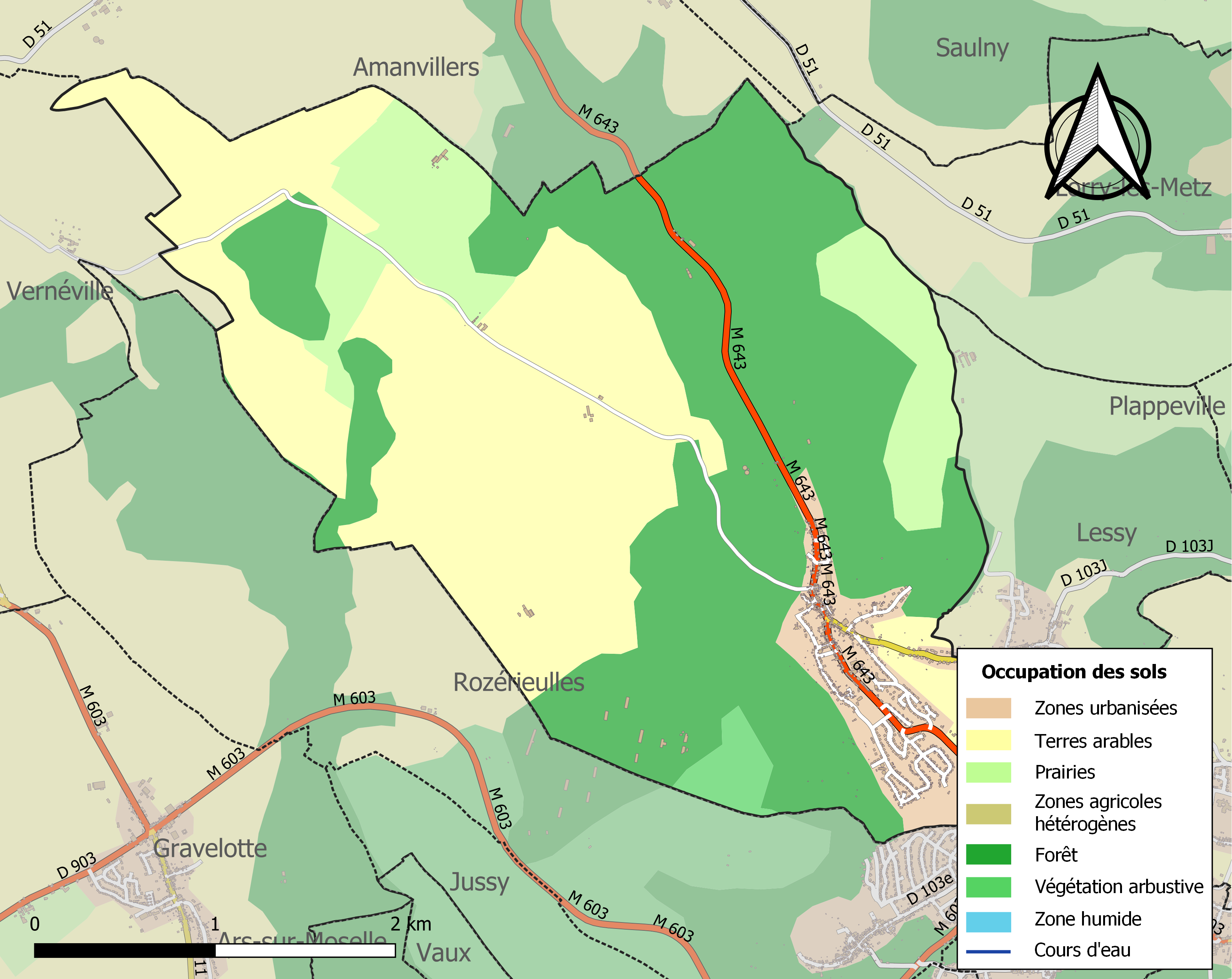
Carte des infrastructures et de l'occupation des sols de la commune en 2018 (CLC).

## Toponymie
Castellum (745 et 930) ; Castel (1128) ; Chaistelz (1161) ; Castillum (1181) ; Chates (1210) ; Castrum (1219) ; Chaistes (1284) ; Chaistel (1330) ; Chatez (1330) ; Chasteilt (1382) ; Chaité (1387) ; Chaustel (XVe siècle) ; Chastel-de-soubz-Sainct-Germain (1421) ; Le Chaistel-soub-Saint-Germain (1430) ; Chastel-desoubz-Saint-Germain (1431) ; Chastel-de-costé-Saint-Germain (1437) ; Castel-dessoub-Saint-Germain (1444) ; Chastel-soubs-Sainct-Germain (1457) ; Chastelz-Saint-Germain (1497) ; Chaistel-soubz-Sainct-Germain (1544) ; Castrum, Castra (1544) ; Chastel-Sainct-Germain (1599) ; Chatey (XVIIe siècle) ; Chasté-Saint-Germain (1608) ; Chateles (1620) ; Chaté-Saint-Germain (XVIIIe siècle) ; Chaptel-sous-Saint-Germain (1736)[réf. nécessaire].

En lorrain : Chaité.
Le Châtel est un toponyme dérivant du latin castella (pluriel de castellum) désignant un château.
Nom allemand porté lors de l'annexion : « Sankt German » en 1915-18 et « Germannsburg » en 1941-44. La commune fut alors rattachée à l'arrondissement de Metz-Campagne.

### Sobriquet
Surnom des habitants : « Lés chèrbenis » (les charbonniers), les charbonniers n’existent plus dans le village, seul le souvenir de leur vie précaire revit dans l’ancienne appellation populaire.

## Histoire
Le mont Saint-Germain était un éperon barré : c'était un endroit stratégique pour surveiller la vallée et la route de Metz à Paris.
Des fouilles archéologiques effectuées de 1967 à 1991 ont montré que le mont Saint-Germain a été occupé depuis le Néolithique final jusqu’en 1760. Des racloirs, pointes de flèches et haches en silex poli de l’âge de la pierre ont été découverts ainsi que d’autres vestiges de l’âge du fer : des trous de poteaux marquent les fondations de maisons en terre et bois ; foyers (emplacements avec des pierres plates pour faire du feu) ; trois lingots de fer ont été retrouvés dans une fosse ainsi que de la céramique (bols, vases), des outils (haches, serpes), des objets de décoration (fibules, bijoux) et de la vie domestique (fusaïoles servant à filer la laine). Un village existe entre le IVe et IIe siècles sur le promontoire.
La région est occupée à l'époque celtique par les Médiomatriques dont l'oppidum est situé un peu plus à l’est : les Hauts de la colline Sainte-Croix à Metz.
Les pentes raides au sud, à l’est et à l’ouest du mont Saint-Germain formaient une défense naturelle. Il est probable qu’un rempart fortifié appelé « mur gaulois » ait été érigé à l’endroit appelé « Talus des pins » au nord du site : il ressemblait alors à un mur de palissade en bois avec un fossé.
À la fin de l’époque gallo-romaine, les habitants se réfugient sur le site fortifié pour se protéger des invasions des Alamans et des Francs. De cette époque, on a trouvé des morceaux de tuiles, du torchis, des monnaies et de la céramique sigillée d’Argonne.
À la fin du VIe siècle, à l’époque mérovingienne, une nécropole se développe sur la partie sud du site. Elle s’étend encore à l’époque carolingienne et au Moyen Âge. Les archéologues ont retrouvé 370 sépultures : coffres en pierres de forme rectangulaire, sarcophages creusés et taillés dans une seule pierre. Un sarcophage mérovingien du sud de la Meuse trouvé sur le site est exposé aux musées de la Cour d'Or à Metz. Les archéologues pensent qu’une chapelle chrétienne était installé à proximité de la nécropole dès le début de la christanisiation, mais qu’il n’en reste aucune trace. Cette affirmation est corroborée par la découverte de croix et d’une boucle de ceinture avec l’inscription « Pierre et Paul ».
Le village fut l’une des plus anciennes possessions des évêques de Metz. Le château des évêques cité pour la première fois en 1070 sous le nom castellum (château en latin). En 1026, l’abbé Poppon de l’abbaye Saint-Vincent de Metz parle d’une église (bâtie avant celle qui est en ruines) dans un lieu-dit « Castels ». En 1140, l’évêque de Metz, Étienne de Bar, confirme que l’abbaye Saint-Vincent est propriétaire de l’église de Saint-Germain de Castello. Le pape Alexandre III parle dans quatre bulles de la renommée de sainteté du prieuré où de nombreux miracles ont lieu.
Vers 1190-1220, les évêques Bertram, Conrad de Scharfenberg et Jean d’Apremont font construire un château et au début du XIIIe siècle, le fief de Châtel fait partie du domaine des évêques de Metz. Ce fief forme avec ceux d’Ars, d’Ancy et de Scy, les « Quatre mairies », qui servaient de gage aux emprunts de l’évêque.
De 1231 à 1234, la guerre des Amis, à la suite du décès de la dernière comtesse de Metz, Gertrude de Dabo, fille et seule héritière d'Albert II de Dabo-Moha, comte de Metz, oppose l’évêque de Metz Jean Ier d’Apremont aux habitants de Metz. L’évêque fait appel à ses amis, le duc Mathieu II de Lorraine et le comte Henri II de Bar mais les Messins offrent de l’or au duc et au comte qui se retournent contre l’évêque et font avec leurs soldats et les Messins le siège du château. Le village est détruit durant le siège par les Messins en 1231. L’évêque de Toul, Roger, ramène la paix entre les Messins et l’évêque. En échange de la paix, les Messins exigent que le château soit détruit, ce qui est fait vers 1235.
Les Écorcheurs de Charles VII s’emparent du village lors du siège de Metz de 1444.
Le prieuré demeure et fait office d’église pour les paroisses de Châtel et d’Amanvillers. Il entre en déclin avec la crise économique du XVe et les guerres qui ravagent la région. Les religieux de Saint-Vincent quittent l’endroit délabré en 1584. L'un d'eux revient les dimanches pour dire la messe et à l'occasion de quelques fêtes annuelles mais le curé et les habitants de Châtel ne veulent plus gravir le mont Saint-Germain pour aller à la messe car le village a une église depuis le XVe siècle. Ils s'en plaignent à l'évêque de Metz. Ce n'est qu'en 1760 que celui-ci supprime le culte au prieuré et ordonne sa destruction. L'église du village, dans la vallée, devient enfin paroissiale.
En 1817, Châtel-Saint-Germain, village de l’ancienne province des Trois-Évêchés avait pour annexes, les fermes de la Folie, Longeau, la ferme d’Envie, Clery, Chahury, Moscou et Leipzig, les moulins de Dourois, moulin Neuf, Haut et Petit moulin. À cette époque il y avait 552 habitants répartis dans 94 maisons.
Comme les autres communes de l'actuel département de la Moselle, Châtel-Saint-Germain est annexée à l’Empire allemand de 1871 à 1918. Un vaste groupe fortifié est construit en 1899 à l'ouest de la commune, le Feste Kaiserin. Il sera épargné en 1914, mais montrera toute sa valeur défensive en 1944. Lorsque la Première Guerre mondiale éclate, les Mosellans se battent loyalement pour l’Empire allemand. Les Castelgerminois accueillent cependant avec joie la fin des hostilités et la paix retrouvée. Sankt German redevient française.
Châtel-Saint-Germain est de nouveau annexée de 1940 à 1944 au Troisième Reich allemand. Lors de la Seconde Annexion, un camp de prisonniers soviétiques, composé de travailleurs civils ou "Ostarbeiter", est créé dans le bois du Reposoir en 1942. Comme les autres camps du secteur, il fut abandonné en septembre 1944. Le 1er avril 1944, la commune de Châtel-Saint-Germain est intégrée au Stadtkreis Metz et rebaptisée Germannsburg. La commune est libérée le 7 septembre 1944 mais les combats ne cessent autour des forts qu'en décembre 1944. Le groupe fortifié Jeanne-d’Arc est utilisé de 1945 à 1995 pour le contrôle aérien et les transmissions.

## Politique et administration
| Période                                  | Période   | Identité                           | Étiquette | Qualité            |
| ---------------------------------------- | --------- | ---------------------------------- | --------- | ------------------ |
| Les données manquantes sont à compléter. |           |                                    |           |                    |
|                                          |           | Collin De Batilly                  |           | maire en 1444      |
|                                          |           | Willaume Wairin                    |           | maire en 1469      |
|                                          |           | Pierresson Le Rouffou dit le payen |           | maire en 1513      |
|                                          |           | Jean Marchand                      |           | maire en 1636,1645 |
| mai 1968                                 | mars 1995 | André Prediam                      |           |                    |
| mars 1995                                | mars 2001 | Jean Stoecklin                     |           |                    |
| mars 2001                                | ?         | Robert Marchal                     |           |                    |
| mai 2020                                 | En cours  | Claire Ancel                       |           |                    |

## Démographie
L'évolution du nombre d'habitants est connue à travers les recensements de la population effectués dans la commune depuis 1793. Pour les communes de moins de 10 000 habitants, une enquête de recensement portant sur toute la population est réalisée tous les cinq ans, les populations de référence des années intermédiaires étant quant à elles estimées par interpolation ou extrapolation. Pour la commune, le premier recensement exhaustif entrant dans le cadre du nouveau dispositif a été réalisé en 2004.

En 2022, la commune comptait 1 869 habitants, en évolution de +0,86 % par rapport à 2016 (Moselle : +0,52 %, France hors Mayotte : +2,11 %).
| 1793 | 1800 | 1806 | 1821 | 1836 | 1841 | 1861 | 1866 | 1871 |
| ---- | ---- | ---- | ---- | ---- | ---- | ---- | ---- | ---- |
| 603  | 556  | 553  | 991  | 746  | 811  | 991  | 994  | 848  |

| 1875 | 1880 | 1885 | 1890 | 1895 | 1900 | 1905 | 1910 | 1921 |
| ---- | ---- | ---- | ---- | ---- | ---- | ---- | ---- | ---- |
| 809  | 776  | 698  | 724  | 697  | 876  | 876  | 900  | 743  |

| 1926 | 1931  | 1936  | 1946  | 1954  | 1962  | 1968  | 1975  | 1982  |
| ---- | ----- | ----- | ----- | ----- | ----- | ----- | ----- | ----- |
| 950  | 1 294 | 1 303 | 1 039 | 1 361 | 1 191 | 1 443 | 1 616 | 1 854 |

| 1990  | 1999  | 2004  | 2006  | 2009  | 2014  | 2019  | 2022  | - |
| ----- | ----- | ----- | ----- | ----- | ----- | ----- | ----- | - |
| 1 799 | 1 983 | 2 186 | 2 144 | 2 297 | 1 830 | 1 916 | 1 869 | - |

## Économie
Jusqu’à l’ère industrielle, le village vit de la culture des vignes, fraises et vergers. L’usine de fabrication d’article de quincaillerie, serrurerie, ferronnerie, fonderie, clouterie et ménage Georges-Cannepin est implantée sur la commune en 1832 et reste active jusqu’en 1936. Aujourd'hui, le bâtiment est encore debout mais reste désaffecté.

### Vie associative
Treize associations : conseil de fabrique, SCLC tennis, US Châtel, Châtel Multisports, Châtel Détente, Atelier Châtelois, foyer de l'amitié, cercle archéologique, UNC de Châtel-Lessy, Souvenir français, aventure Mont Saint-Quentin section Châtel badminton, ACCAV, club poker du pays de Montvaux.

## Culture locale et patrimoine

### Lieux et monuments

#### Édifices civils

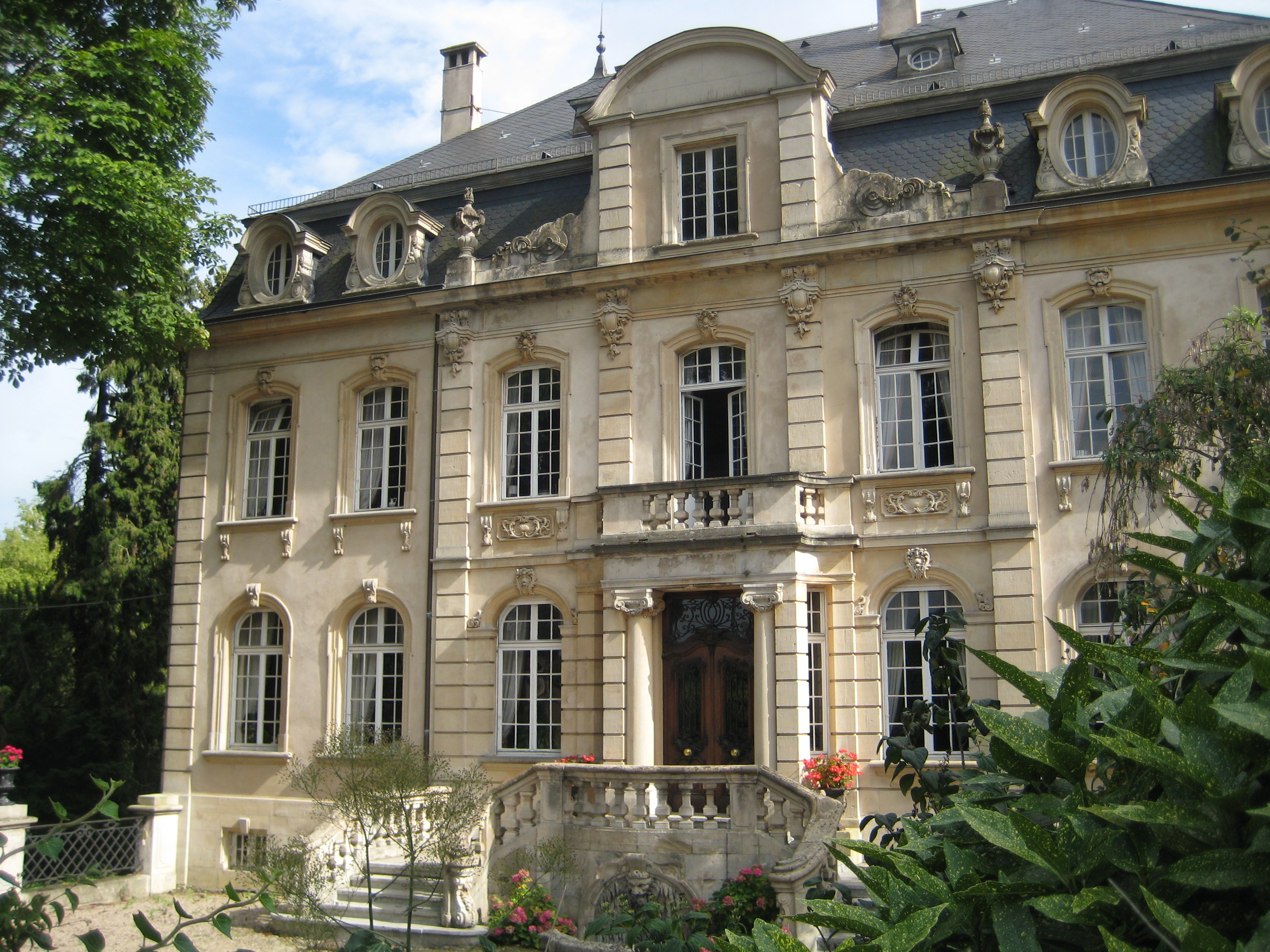
Château de Chahury.

- Site archéologique du Mont-Saint-Germain, éléments protégés : fossé ; enceinte ; four à chaux ; four à pain, époque de construction : Néolithique ; âge du fer ; Moyen Âge. Nombreuses traces d’occupation humaine diverses et continues, de la Préhistoire jusqu'au XVIe siècle. Position de hauteur occupée dès le quatrième millénaire avant Jésus-Christ (Néolithique moyen II et Néolithique final), l'éperon barré (fossé et rempart de terre) domine à 306 mètres d'altitude la vallée de la Moselle. Immédiatement à l'ouest de l'actuelle agglomération de Metz, il fut, au second âge du fer, un important site fortifié en périphérie du chef-lieu de cité des Médiomatriques. Occupé sporadiquement durant l'Antiquité tardive, le site connaît ensuite une forte implantation funéraire dès la fin du VIe siècle et au début du VIIe siècle. Dès le XIIe siècle, un prieuré et un château fort coexistent durant deux siècles, accompagnés de structures domestiques et artisanales (fours à pain et à chaux, atelier métallurgique). Le site est partiellement inscrit au titre des monuments historiques par les arrêtés du 26 novembre 1993 et du 10 mai 1995 et partiellement classé par l'arrêté du 17 mars 2003[23].
- Ruines du château des évêques de Metz, construit vers 1190-1220 et démoli en 1235, et d’un prieuré Saint-Vincent. Le château a été construit par Jean d’Apremont et il a été détruit à la fin de la guerre des Amis (1231-1234). Lors du siège du château, l’évêque de Metz s’est battu contre les Messins, le duc de Lorraine et le comte de Bar.
- Château de Chahury : remplaçant un bâtiment plus ancien datant de la fin du XVIIIe siècle, il est construit de 1910 à 1912 par l'architecte messin Adrien Collin pour l’industriel Henri Cannepin. Imitant l’architecture Louis XV à l'extérieur, le décor intérieur est influencé par l'Art nouveau, notamment dans les vitraux du jardin d'hiver et dans les grilles en fer forgé réalisées par Quentin, ferronnier à Metz. Il est inscrit au titre des monuments historiques par arrêté du 15 décembre 1980[24].
- Maisons anciennes
- Moulin
- Lavoir rue de Verdun, alimenté par une source, et le lavoir du Saulcy, en bordure du ruisseau Montvaux
- Six fontaines toujours alimentées, deux en « sommeil »

#### Édifices religieux

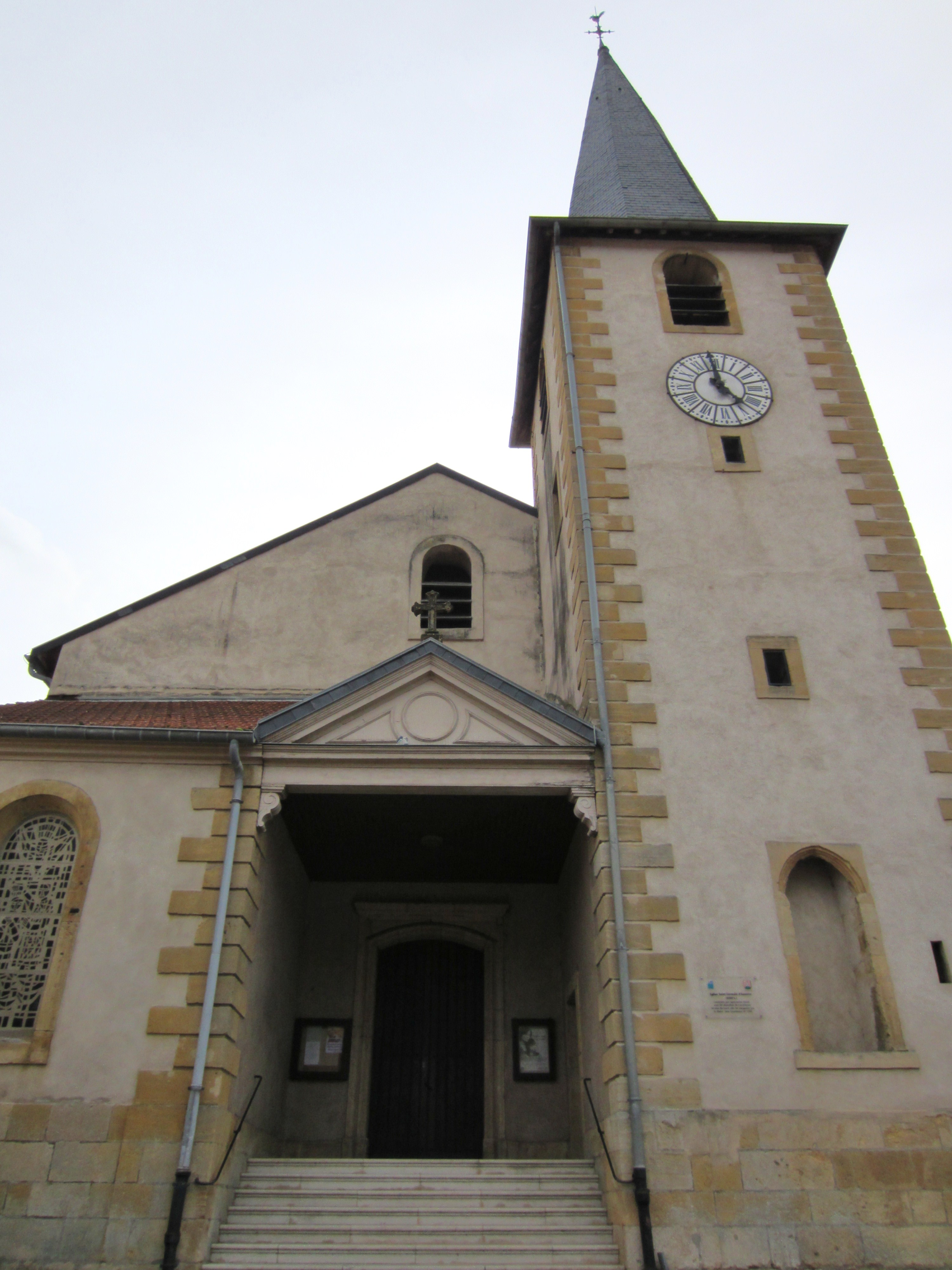
Église Saint-Germain-d'Auxerre.

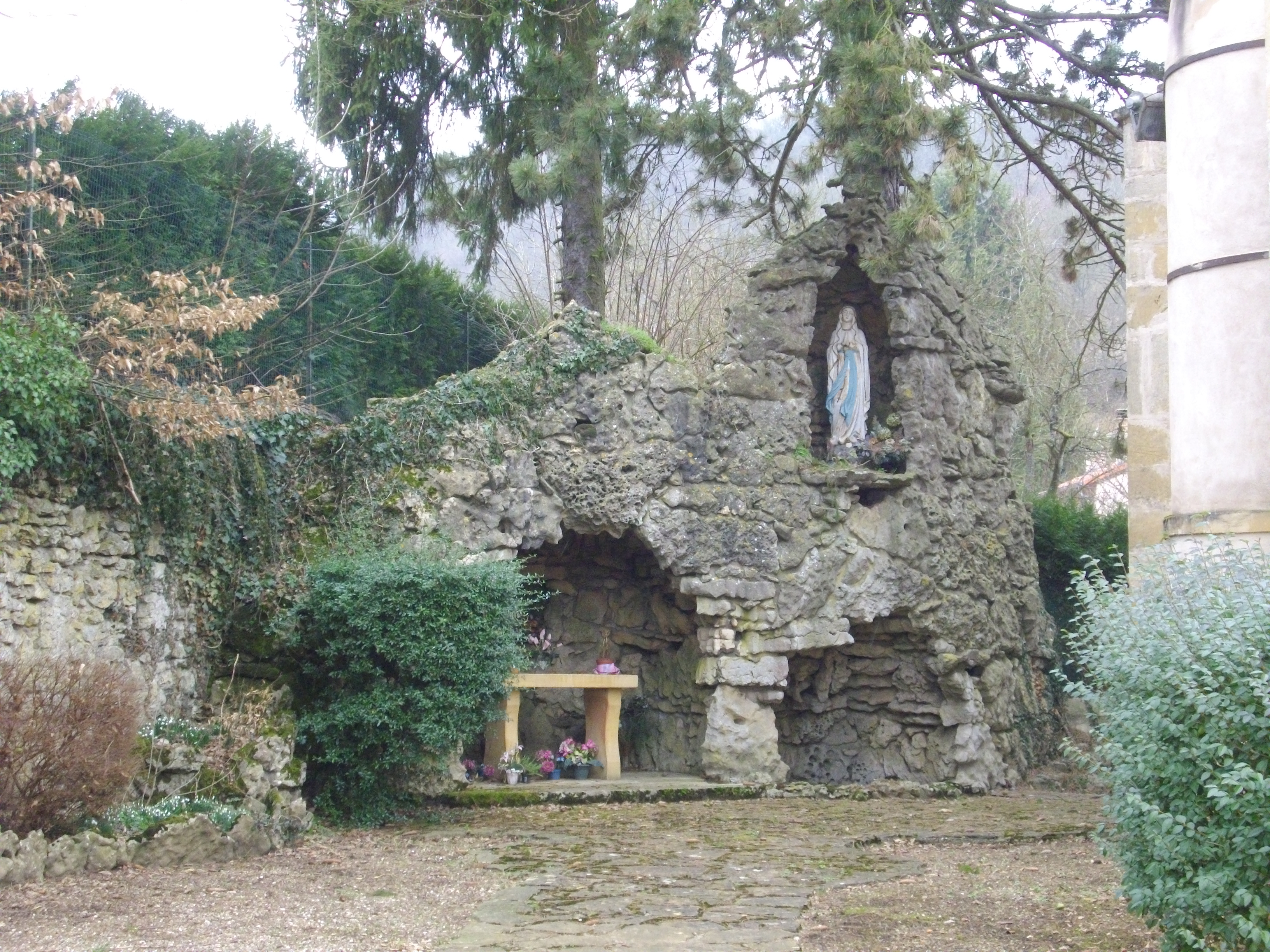
Grotte de Lourdes.

- ancien ermitage et ancienne église paroissiale sur le mont Saint-Germain, construit vers le XIe siècle et détruits en 1760 ;
- église Saint-Germain-d’Auxerre (art roman), 1760 ; vitraux du peintre Griesemer ;
- grotte de Lourdes ;
- monument du Souvenir-Français au cimetière municipal.

### Autres
- Parc de 60 ares.
- Douze sentiers, balisés par le Club vosgien de Metz[25], permettent de découvrir les lieux :
  - l'ancienne route de guerre ;
  - le four à chaux ;
  - l'ancienne voie ferrée ;
  - la batterie installée par les Allemands et utilisée de 1907 à 1910 ;
  - un escalier de 360 marches ;
  - la chapelle Notre-Dame du Gros Chêne et les ruines du prieuré moyenâgeux…
- Le hêtre des batailles, un arbre remarquable.

### Équipements
- Bibliothèque : 300 adhérents, plus de 5 500 ouvrages, 11 postes informatiques équipés d'Internet ;
- Gymnase : mis en fonctionnement en janvier 2008, salle omnisports avec 260 places de gradins ;
- Cinq courts de tennis extérieurs et un court intérieur (110 licenciés au Tennis-club).

### Héraldique
| Blason de Châtel-Saint-Germain | Blason  | De gueules à la tour donjonnée d'argent, pavillonnée de gueules à la croix d'argent, posée sur un mont de sinople. |
| Blason de Châtel-Saint-Germain | Détails | Le statut officiel du blason reste à déterminer.                                                                   |

## Pour approfondir